# Gina Oselio
Gina Oselio (Oslo 19 november 1858 – aldaar 4 mei 1937) was een Noors operazangeres. Haar stemvoering was mezzosopraan.

## Biografie
Haar werkelijke naam was Ingeborg Aas. Zij werd als zodanig ontdekt door Johanne Juell, een actrice, tijdens een concertje in 1877. Aas ging in Noorwegen in de leer bij de Zweed Fritz Arlberg (1874-1877) om vervolgens onderricht te krijgen van Fredrika Stenhammar in Stockholm (1877-1879). Ze maakte haar ook haar debuut aldaar op 11 december 1879 in de Kungliga Opera in de rol van Leonora in Gaettano Donizetti’s La Favorita. De vijftigjarige Koning Oscar II van Zweden was zo onder de indruk van haar dat hij haar benoemde tot hofzangeres en haar voorzag van een beurs, zodat ze verder kon studeren bij Mathilde Marchiesi in Parijs (1882). Rond die tijd begonnen ook haar optredens in Italië waarvoor ze de artiestennaam Gina Oselio aannam. Deze naam zou ze voortaan aanhouden. Er volgden optredens in Padua (1883), Florence (1884), Palermo (1885), Rome en Venetië. Er zijn ook optredens van haar bekend in Berlijn,  Londen, Boedapest en Sint Petersburg
In Noorwegen zong ze een rol in Georges Bizets Carmen (1890) en de rol van Marguerite in Charles Gounods Faust (1891). Vanaf dan zong ze regelmatig in het Christiania Theater. In 1893 leerde ze Bjørn Bjørnson kennen, met wie ze in trouwde. Zij was dan ook van de partij toen hij in 1899 de directeur werd van het nieuwe Nationaltheatret, de vervanger van het Christiania Theater. Ze vertolkte toen een rol in Sigurd Jorsalfar van haar schoonvader Bjørnstjerne Bjørnson op muziek van Edward Grieg, dirigent was Johan Halvorsen. In 1901 speelde ze Senta is Richard Wagners De vliegende Hollander. In 1903 volgde Azucena in Giuseppe Verdis Il trovatore. Ze werd benoemd tot erelid van de Noorse Bond van Operazangers. Gino Oselio werd al vroeg ziek, maar ondernam toen zij veertig was (1898) nog een tournee, waarbij ze begeleid werd door een jonge Sverre Jordan (componist, dirigent en pianist). Jordan zou daarover later toegeven, dat dat een brug te ver was geweest. Ze had eerder moeten stoppen. In 1899 scheidde Bjørnson van haar. Op 9 januari 1927 werd er ter gelegenheid van haar vijftigjarig zangjubileum een feestconcert gegeven onder leiding van eerdergenoemde Halvorsen.
Ida Teresia Singer, Anna Fossum waren leerlingen van Oselio.

## Privé

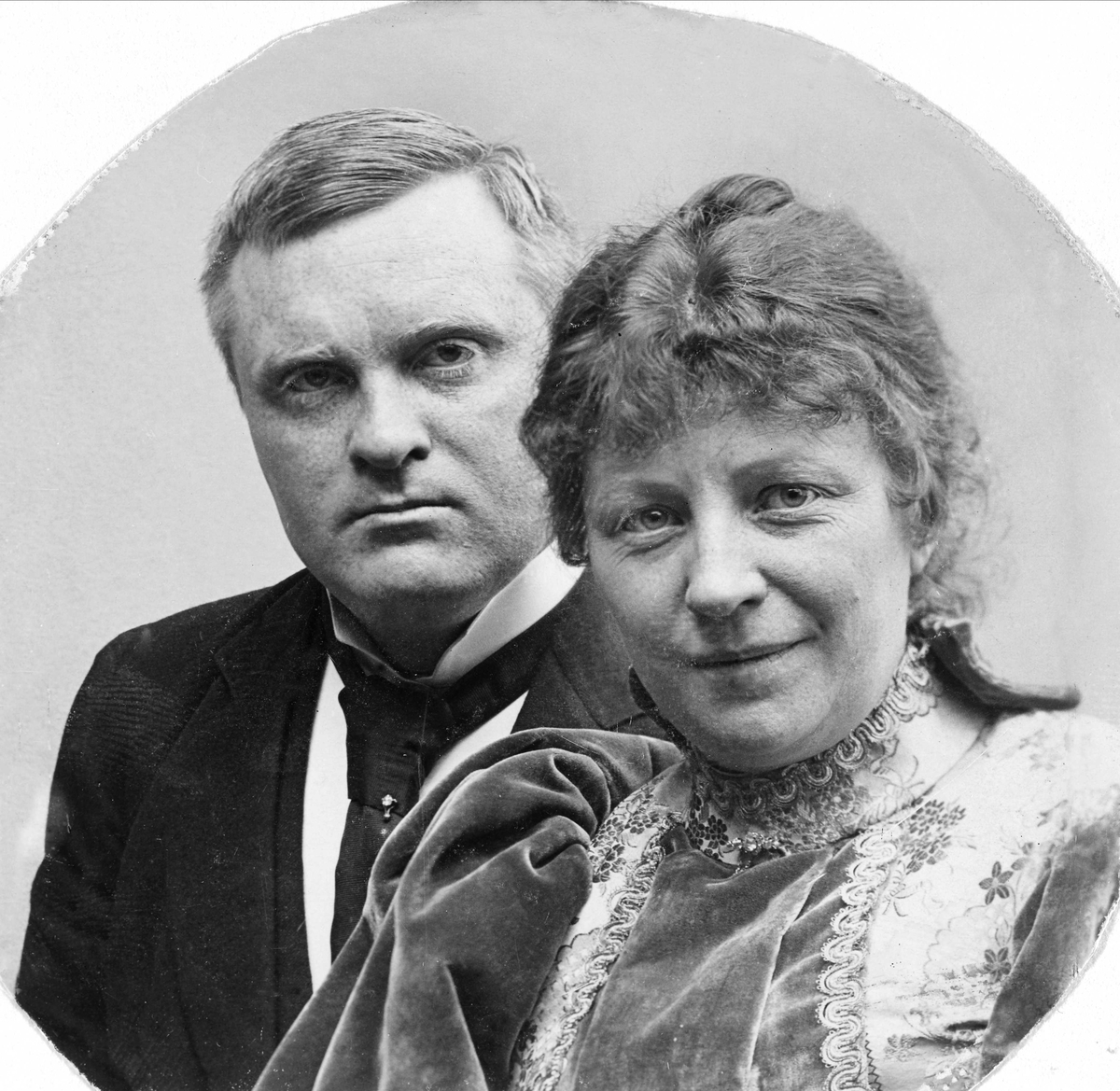
Gina en Bjørn in gelukkiger tijden

Gina Oselio was een van de zes kinderen van zadelmaker Even Pedersen Aas (1819-1897) en Nicoline Engelstad. Ze groeide op aan de Kirkegata 7 (Kerkstraat 7) te Oslo. In 1902 ontving ze de Kong Oscar IIs belønningsmedalje, die eerder uitgereikt was aan bijvoorbeeld Henrik Ibsen en Johan Svendsen. Ze kreeg voorts de Pro Litteris et Artibus-prijs (1892) en werd “geridderd” in de Ordre l’Instruction Publique. Ze kreeg een staatstoelage. Ze had regelmatig last van bronchitis en moest daardoor soms verstek laten gaan. Haar gezondheid brak verder af door een gynaecologische operatie. Ze bleef kinderloos.
- Gemeinsame Normdatei: 116000333
- International Standard Name Identifier: 0000 0000 1388 5881
- Virtual International Authority File: 40118884